# Mohnike Adobe
Mohnike Adobe  es un edificio histórico ubicado en San Diego, California.  Mohnike Adobe se encuentra inscrito  en el Registro Nacional de Lugares Históricos desde el 17 de julio de 2002. Charles Frederick Mohnike fue el arquitecto quién diseñó Mohnike Adobe.

## Ubicación
Mohnike Adobe se encuentra dentro del condado de San Diego en las coordenadas 32°56′18″N 117°07′41″O / 32.9384, -117.127928.